# Pole Position II
Pole Position II (ポールポジションII, Pōru Pojishon Tsu) é um jogo eletrônico de corrida para arcade que foi lançada em 1983 pela Namco. É uma continuação do jogo Pole Position que foi lançado no ano retrasado. Namco também licenciou o jogo para a empresa Atari, onde manufaturava e distribuía para os Estados Unidos da América. Em 1988, Atari lançou o pack-in do jogo para Atari 7800.

## Jogbilidade
O jogo possui uma nova música-tema de abertura, e em adição à pista de corrida dos pés de Monte Fuji e mais três pistas selecionáveis: Circuito de Suzuka, Pista de teste (baseada na pista de Indianapolis Motor) e Pista beira-mar (baseada no Grande Prêmio do Oeste dos Estados Unidos de 1982.
Os gráficos estão aperfeiçoados e os veículos possuem cores diferentes no esquema e detritos de exibições explosivas. Uma notável diferença entre a versão japonesa e a versão estadunidense é o cronómetroPE/cronômetroPB, que aparece na versão japonesa como "TIME", enquanto na versão americana é "UNIT".

## Legado
Pole Position II aparece em várias clecões da Namco Museum, mas presumidamente devido à questões de licenciamento, as pistas Fuji International Speedway e Circuito de Suzuka foram respectivamente renomeadas para Namco Circuit ("Circuito Namco") e Wonder Circuit ("Circuito Maravilha").
Em 2006, o jogo foi lançado para a versão do console portátil, mantendo os detalhes legítimos da versão originária do arcade.